# タダノアイスホッケークラブ
タダノアイスホッケークラブ(Tadano Ice Hockey Club)は、北海道帯広市のアイスホッケーチーム。

## 概要
1992年、株式会社タダノの後援にて帯広市の社会人アイスホッケーマンを募り設立。
2005年から始まった日本リーグ北海道（ノースディヴィジョンリーグ　愛称：J-ice-north）戦にも参戦し、2010-2011シーズンに初優勝を達成。
帯広市内ではほぼ敵なしのチームで、道内他チームと比べても屈指の実力を持つ。
ユニフォームは、紺を基調とし、白とエメラルドグリーンのストライプがアクセントとして入っている。
ホームリンクは帯広の森アイスアリーナ。

## 主な成績
Jアイス・ノース・ディビジョン
- 2006-07　準優勝
- 2007-08　準優勝
- 2010-11　優勝

日本アイスホッケー連盟会長杯
- 2013　準優勝